# Římskokatolická farnost Vysoké Studnice
Římskokatolická farnost Vysoké Studnice je územní společenství římských katolíků s farním kostelem Nejsvětější Trojice v děkanství jihlavském.

## Historie farnosti
První písemná zmínka o obci pochází z roku 1342.

## Duchovní správci
Od 1. srpna 2013 byl administrátorem excurrendo R. D. Mgr. Miloš Mičánek. K 1. srpnu 2020 byl administrátorem excurrendo ustanoven R. D. Mgr. Jakub Tůma.

## Bohoslužby
| Kostel               | Místo           | Bohoslužba (den) | Hodina                                   | Poznámka        |
| -------------------- | --------------- | ---------------- | ---------------------------------------- | --------------- |
| Nejsvětější Trojice  | Vysoké Studnice | neděle středa    | 11.00 18.00                              | farní kostel    |
| svatého Jana a Pavla | Kozlov          | sobota           | 17.00 (říjen-březen), 18.00 (duben-září) | filiální kostel |

## Aktivity ve farnosti
Den vzájemných modliteb farností za bohoslovce a bohoslovců za farnosti brněnské diecéze i Adorační den připadá na 12. dubna.
Každoročně se ve farnosti koná tříkrálová sbírka a adventní koncert.